# Wilhelminaplein (metrostation)
Wilhelminaplein, ook wel Kop van Zuid genoemd, is een Rotterdams metrostation aan lijn D en lijn E gelegen nabij de Erasmusbrug op de Kop van Zuid. Het station werd geopend op 4 juni 1997 en is een ontwerp van Zwarts & Jansma architecten. Het ligt aan de helling tussen het bovengrondse traject aan de zuidoostzijde en de tunnel onder de Nieuwe Maas aan de noordwestzijde; daardoor helt het perron in de lengterichting. Hiervoor wordt in de metro gewaarschuwd zodra deze bij het metrostation aankomt.
Het station heeft roltrappen die rechtstreeks naar de gelijknamige tramhalte leiden. Hier stoppen de lijnen 3 en 5. In juli 2005 werd een nieuwe toegang tot het station in gebruik genomen. Deze ingang bevindt zich tegenover het Nieuwe Luxor Theater op de Wilhelminapier naast het Wilhelminaplein en is met de stationshal verbonden door een voetgangerstunnel met loopbanden onder het drukke kruispunt bij de voet van de Erasmusbrug. Een plan voor een people mover is nooit gerealiseerd. Vanaf het station Wilhelminaplein gaan de metro's bovengronds naar Rijnhaven, met als eindbestemming De Akkers (Spijkenisse) of Slinge.
Sinds eind 2011 stopt de RandstadRail-metro tussen Den Haag Centraal en Slinge hier, waarmee het station onderdeel geworden is van metrolijn E.
Als er een metro in het station aankomt, gaan er automatisch lampen op het perron aan. Als de metro vertrekt, doven ze weer.

## Bouw
Een opmerkelijk detail: Boven de betonnen scheidingswand die tussen de beide sporen ligt, lijken V-vormige supports het relatief hoge stationsdak te ondersteunen. Het omgekeerde is waar. De supports houden de spoorbaan en tussenmuur omlaag. Toen de tunnelbuis in de zestiger jaren van de vorige eeuw werd gebouwd, was hier geen station voorzien en fungeerde de grondbelasting boven op de tunnelbuis als contragewicht tegen mogelijk opdrijven van de constructie door grondwaterdruk. Toen het station in de negentiger jaren alsnog werd gebouwd, is eerst een apart gefundeerde grote betonnen plaat gestort op twee diepwanden. Door deze plaat zijn stalen vijzels geboord naar de toenmalige tunnelelementen. Deze zware plaat hield via vijzels de tunnelbuis op zijn plaats zodat de grond eromheen kon worden afgegraven, de buitenwanden van de oorspronkelijke tunnel konden worden gesloopt en het station worden afgebouwd. De grote betonnen plaat fungeerde daarna als dak van het station.

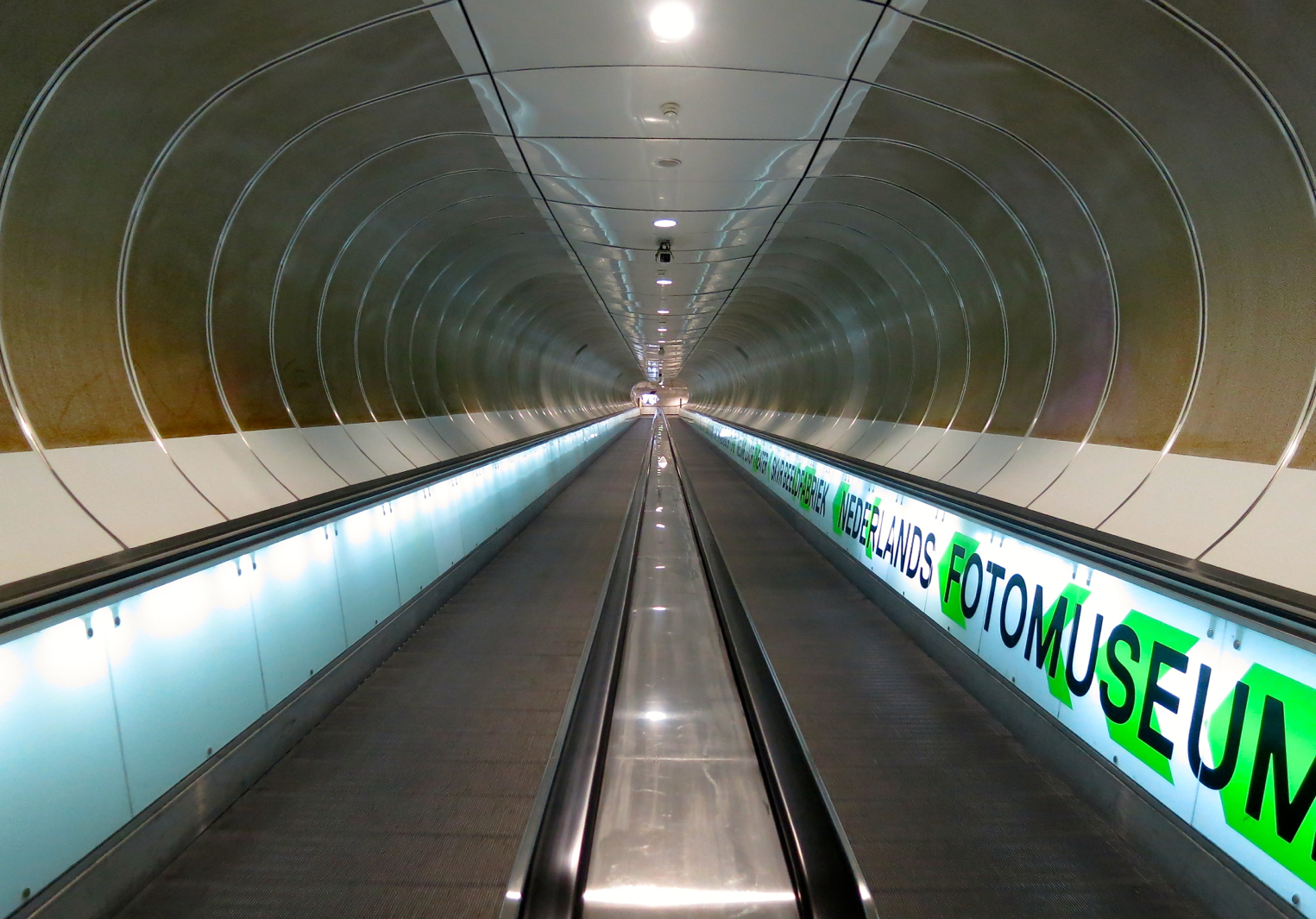
Tunnel met loopbanden onder het naastgelegen kruispunt

Rotterdam Centraal  · Stadhuis · Beurs · Leuvehaven · Wilhelminaplein · Rijnhaven · Maashaven · Zuidplein · Slinge · Rhoon · Poortugaal · Tussenwater · Hoogvliet · Zalmplaat · Spijkenisse Centrum · Heemraadlaan · De Akkers
Den Haag Centraal  · Laan van NOI  · Voorburg 't Loo · Leidschendam-Voorburg · Forepark · Leidschenveen · Nootdorp · Pijnacker Centrum · Pijnacker Zuid · Berkel Westpolder · Rodenrijs · Meijersplein/Airport · Melanchthonweg · Blijdorp · Rotterdam Centraal  · Stadhuis · Beurs · Leuvehaven · Wilhelminaplein · Rijnhaven · Maashaven · Zuidplein · Slinge